# Winter Park (Colorado)
Winter Park és una població dels Estats Units a l'estat de Colorado. Segons el cens del 2000 tenia 662 habitants.

## Demografia
Segons el cens del 2000, Winter Park tenia 662 habitants, 318 habitatges, i 129 famílies. La densitat de població era de 31,7 habitants per km².
Dels 318 habitatges en un 14,8% hi vivien nens de menys de 18 anys, en un 33,3% hi vivien parelles casades, en un 5% dones solteres, i en un 59,4% no eren unitats familiars. En el 38,4% dels habitatges hi vivien persones soles el 4,4% de les quals corresponia a persones de 65 anys o més que vivien soles. El nombre mitjà de persones vivint en cada habitatge era de 2,04 i el nombre mitjà de persones que vivien en cada família era de 2,67.
Per edats la població es repartia de la següent manera: un 12,5% tenia menys de 18 anys, un 11,5% entre 18 i 24, un 44% entre 25 i 44, un 27% de 45 a 60 i un 5% 65 anys o més.
L'edat mediana era de 36 anys. Per cada 100 dones de 18 o més anys hi havia 143,3 homes.
La renda mediana per habitatge era de 44.000 $ i la renda mediana per família de 80.660 $. Els homes tenien una renda mediana de 35.221 $ mentre que les dones 27.500 $. La renda per capita de la població era de 36.699 $. Entorn del 3,3% de les famílies i el 9,2% de la població estaven per davall del llindar de pobresa.

## Poblacions més properes
El següent diagrama mostra les poblacions més properes.